# Abbaye d'Akbès
L'ancienne abbaye d'Akbès était un monastère trappiste, sis dans la région d'Alep, en Syrie actuelle. Fondé en 1881 par l'abbaye Notre-Dame-des-Neiges il dut fermer par décision des autorités ottomanes et turques, et les moines expulsés, durant la Première Guerre mondiale. Une tentative de reprise de la vie monastique est tentée après la guerre mais elle échoue. Le monastère est déclaré « supprimé » en 1926.

## Histoire
Craignant devoir emmener en exil sa communauté monastique à la suite des lois de 1880, Dom Polycarpe Marthoud, abbé de Notre-Dame-des-Neiges visite la Syrie pour y fonder une petite communauté qui leur servirait éventuellement de refuge. Un endroit favorable est choisi qui se trouve dans les montagnes de l'Amanus, près de la ville d'Akbès dans la région d'Alep (Syrie), alors sous administration ottomane.   
Un groupe de moines arrive en mai 1882 avec le père abbé qui y devient supérieur après avoir donné sa démission à Notre-Dame-des-Neiges (1883). La nouvelle communauté se place sous la protection de Notre-Dame du Sacré-Cœur. Des bâtiments provisoires de très grande simplicité sont construits. Un orphelinat pour les enfants du voisinage est ouvert. Le terrain est fertile et se prête à une variété de cultures.
En 1894, Dom Louis de Gonzague Martin, second prieur d'Akbès, ayant été élu abbé de Staouéli, la filiation d'Akbès passe à cette dernière abbaye. Malgré les nombreuses tracasseries des autorités ottomanes, la communauté se développe harmonieusement. On commence à construire un monastère qui se veut définitif. Au cours de la Première Guerre mondiale (1914-1918), les moines, étant citoyens d'une nation en guerre contre l'empire ottoman, sont expulsés de Turquie et doivent rentrer en France.
Après la guerre, une tentative de reprise de la vie monastique est faite, mais la révolte des Kurdes ruine à nouveau cet espoir. Et, en 1926, la Congrégation des Religieux déclare le monastère définitivement supprimé.

## Liste des abbés et prieurs
- Dom Polycarpe Marthoud, fondateur de l'abbaye
- Dom Louis de Gonzague Martin, second prieur

## Personnalités liées à l'abbaye
- Charles de Foucauld, entré au noviciat de Notre-Dame-des-Neiges en janvier 1890, rejoint la communauté en juillet 1890 et y poursuit son noviciat sous le nom de Frère Marie-Albéric, à la fin duquel il fait sa profession religieuse temporaire (2 février 1892).  Il y réside quelque six ans, durant lesquels il s'occupe d'orphelins arméniens, victimes du génocide de la fin du XIXe siècle. Attiré par une solitude d'intimité avec Dieu toujours plus grande, il quitte Akbès en 1896, et, après un passage à Rome où il rencontre les autorités de l'Ordre, s'installe d'abord pour un temps en Terre sainte puis, définitivement, dans le Sahara algérien.